# Liothorax levatus
Liothorax levatus är en skalbaggsart som beskrevs av Schmidt 1907. Liothorax levatus ingår i släktet Liothorax och familjen Aphodiidae. Inga underarter finns listade i Catalogue of Life.